# Малый Карлыган
Малый Карлыган (мар. Изи Карлыган, удм. Ондрешка, Ондышке) — деревня в Мари-Турекском районе Республики Марий Эл. Входит в состав Карлыганского сельского поселения.

## География
Находится в восточной части республики Марий Эл на расстоянии приблизительно 36 км по прямой на юг-юго-восток от районного центра посёлка Мари-Турек.

## История
Основана удмуртами-язычниками деревень нынешнего Балтасинского района Татарстана. Упоминается с 1859 года, тогда в деревне было 15 дворов с населением 132 человека, в 1905 году здесь насчитывалось 14 дворов, 96 жителей, в 1923 15 и 135, в 1940 24 хозяйства, 137 жителей. В 1970 году в деревне было 125 жителей, а в 1979 году осталось 100 человек. В 2000 году в деревне насчитывалось 26 хозяйств. В советское время работали колхозы «Виль кутым» («Новая сила»), им. Ленина, совхоз "Восход.

## Население
Население составляло 110 человек (удмурты 94 %) в 2002 году, 107 в 2010.